# Дуламдоржийн Самдан
Дуламдоржийн Самдан (монг. Дуламдоржийн Самдан; 1916, аймака Туве — 1939, Халкин-Гол) — монгольский военный, рядовой Монгольской народно-революционной армии. Герой Монгольской Народной Республики (1973).
Призван в МНРА в 1938 году. Пулемётчик 22-го кавалерийского полка 8-й кавалерийской дивизии цирик (рядовой) Самдан отличился в боях на Халхин-Голе, уничтожив в боях до 20 японских солдат и офицеров. Будучи пулемётчиком кавалерийской дивизии, в бою у Халх Нумург блокировал атаку врага на своё подразделение пулемётным огнём, позволив товарищам успешно передислоцироваться. Когда кончились патроны, убил и ранил в рукопашном бою около 12 врагов. Погиб в этом неравном бою.
За проявленный подвиг решением Президиума Великого Народного хурала посмертно присвоено 7 июля 1973 года звание Герой Монгольской Народной Республики.